# Everard Fawkener
Sir Everard Fawkener (ur. 1684, zm. 1758) – brytyjski dyplomata i kupiec.
Urodzony w rodzinie handlarzy jedwabiem. W roku 1735 otrzymał tytuł szlachecki.
W latach 1737–1744 brytyjski ambasador w Imperium Osmańskim. Po powrocie z misji dyplomatycznej został sekretarzem Wilhema, księcia Cumberlandu.
W roku 1745 został generalnym poczmistrzem (postmaster general). W tym okresie współzakładał fabrykę porcelany w Chelsea.
Ożenił się z Harriet Churchill (ok. 1726-1777). Jego synem był dyplomata William Augustus Fawkener (1750-1811).
W czasie pobytu w Anglii, Voltaire zatrzymał się w domu Fawkenera w Wandsworth.
Portret jego żony Harriet Churchill, namalowany w Konstantynopolu przez Francuza osiedlonego tam Jean-Etienne Liotarda, znajduje się dziś w posiadłości Compton Verney.